# Audi 50
Audi 50 (внутреннее имя Typ 86) — автомобиль класса супермини, производившийся в Германии компанией Audi с 1974 по 1978 года и продаваемый только в Европе. Автомобиль разработан дизайнером Людвигом Краусом. Audi 50 считается одной из самых быстрых разработок в истории автомобилестроения: от дизайна до автомобиля первой серии прошел всего 21 месяц.

## История

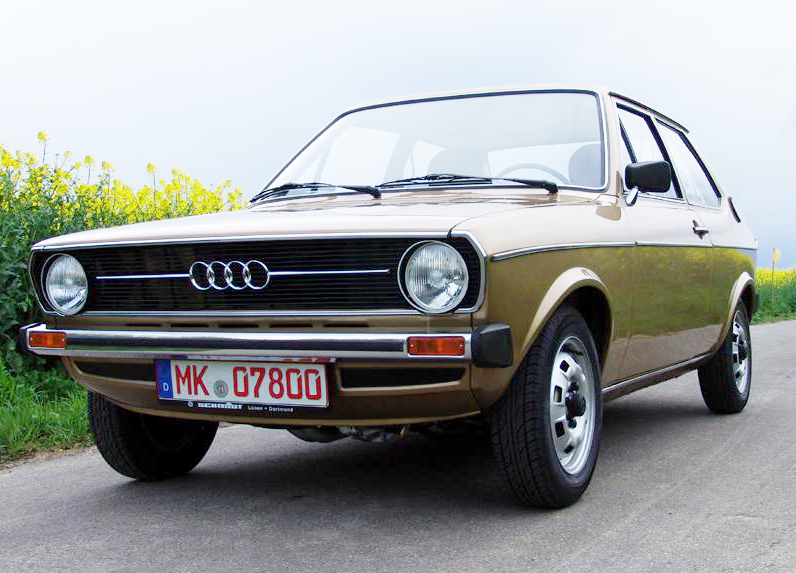

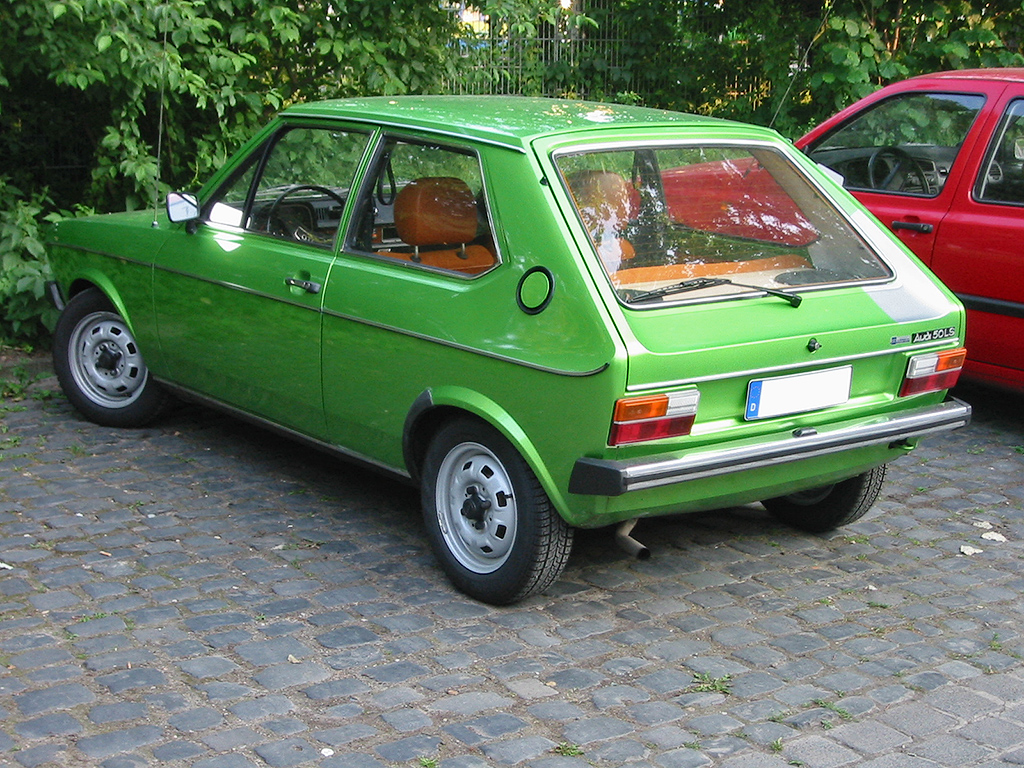
Audi 50 LS (вид сзади)

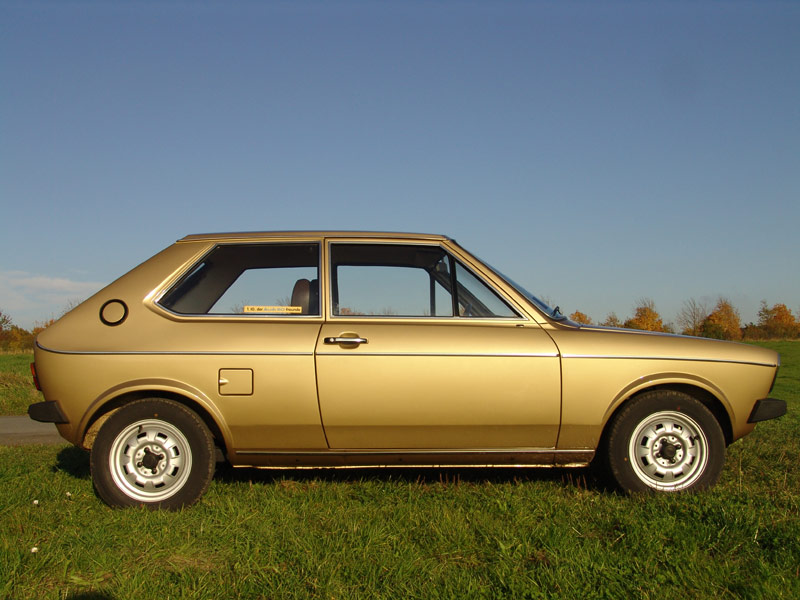

В начале 1960-х автомобили DKW из Auto Union стали терять популярность, в основном из-за анахроничного двухтактного двигателя. Для исправления ситуации руководство Daimler-Benz направило своего специалиста по двигателям Людвига Крауса (нем. Ludwig Kraus) в Ингольштадт, назначив его техническим директором. Перед ним была поставлена задача адаптировать новый четырёхтактный четырёхцилиндровый двигатель Daimler для использования на автомобилях DKW. Оснащённый этим двигателем переднеприводной DKW F103 увидел свет в 1965 году. Позже этот автомобиль был переименован в Audi 72 и стал первым автомобилем с этим именем в послевоенной истории. Строительство нового автозавода в Ингольштадт, начатое в 1958 году, и общий спад спроса на автомобили в начале 1960-х привели к тому, что к 1964 году финансовое состояние Auto Union стало плачевным. Несмотря на успешное развитие бизнеса головной фирмы, на Daimler-Benz всё-таки решили отказаться от убыточного предприятия и продали его в несколько этапов, начиная с 1964 года, концерну Volkswagen AG. Руководство Volkswagen было очень низкого мнения о продукции Auto Union, к тому же «Жук» продавался  очень хорошо, и его сборка была быстро налажена на новом заводе в Ингольштадте. Более того, было дано прямое указание прекратить все новые разработки. Но у Людвига Крауса было другое мнение на этот счёт, и под его руководством проектирование продолжалось в тайне от головной фирмы. Вскоре Рудольф Лейдинг (англ. Rudolf Leiding), посланный руководством Volkswagen «разобраться» со вновь приобретённым активом, обнаружил пластилиновые макеты нового автомобиля. Внешний вид будущего автомобиля и технические новинки, заложенные в его конструкцию, понравились Лейдингу, и он отстоял перед руководством Volkswagen AG новый проект. Так в 1968 году появился знаменитый Audi 100. Далее последовал Audi 80 и наконец в 1974 году — Audi 50, последний автомобиль, созданный под руководством Крауса. Маленький автомобиль оказался к месту: в конце 1973 года разразился топливный кризис и небольшие экономичные автомобили становились всё популярнее. Через полгода производство этого автомобиля начали так же под новым названием Volkswagen Polo на автозаводе в Вольфсбурге. Обе модели (VW Polo и Audi 50) продавались бок о бок в течение 3-х лет. Кризис заканчивался, экономика Германии росла, и всё больше немецких покупателей обращали свой взор на большие и дорогие автомобили, поэтому было решено переориентировать фирму и бренд Audi на производство автомобилей премиум-класса. В результате 1978 году Audi сняла с производства эту модель в 1978 году, после производства свыше 180 тыс. экземпляров, а небольшие автомобили под маркой Volkswagen Polo продолжили своё шествие по рынкам мира.
В 2005 году в Германии было зарегистрировано 558 автомобилей этой модели. Начиная с 1996 компания решила возобновить этот сегмент под маркой Audi A3 8L , в период маркетинговой эволюции когда Audi 80 была переименована в Audi A4 (B5) 1994 г. , далее Audi 100 получило название Audi A6 (C4) в 1994 году.
В своё время, эта модель была главным участником рынка, включая такие модели как Renault 5, Fiat 127 и Autobianchi A112.

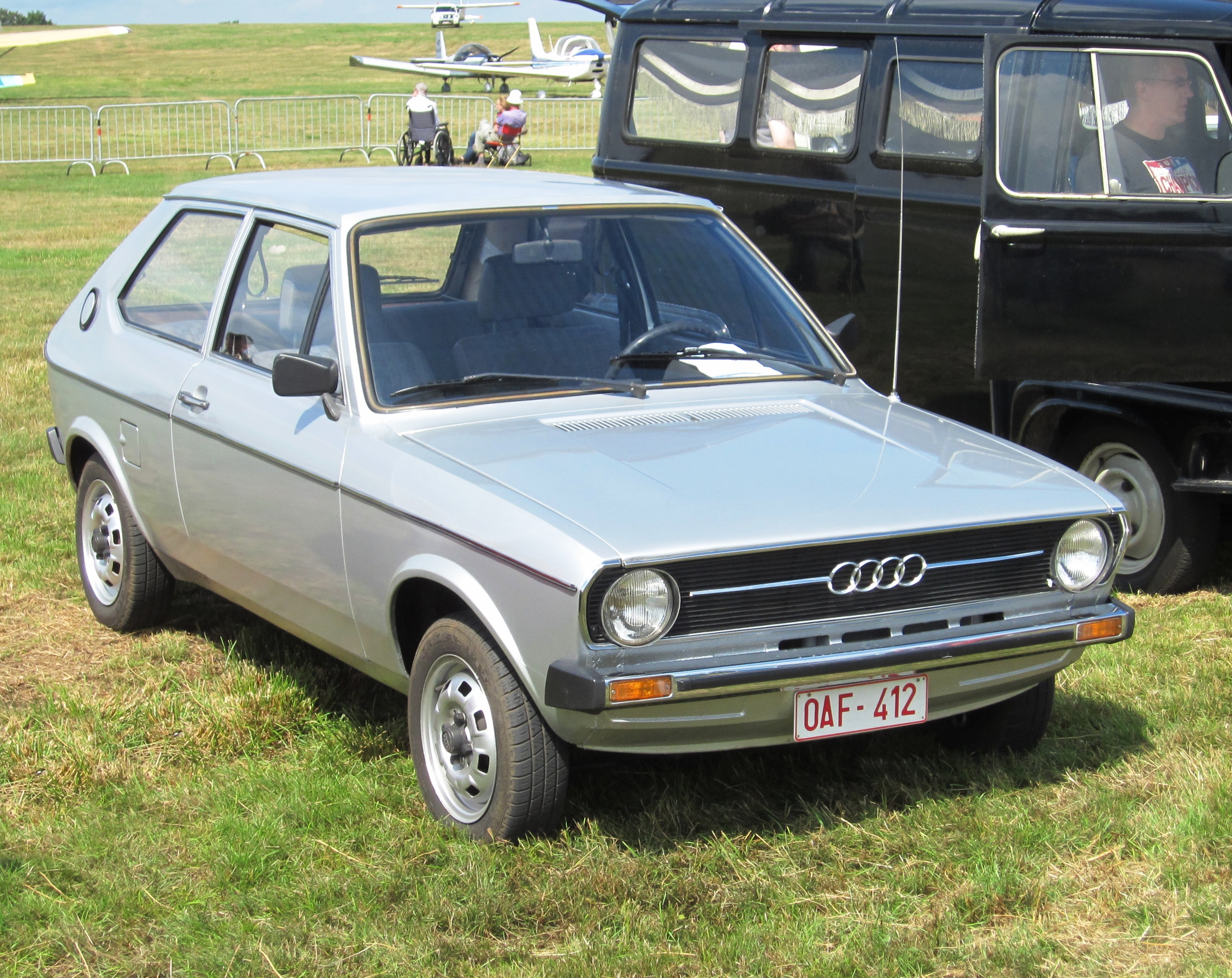
Audi 50
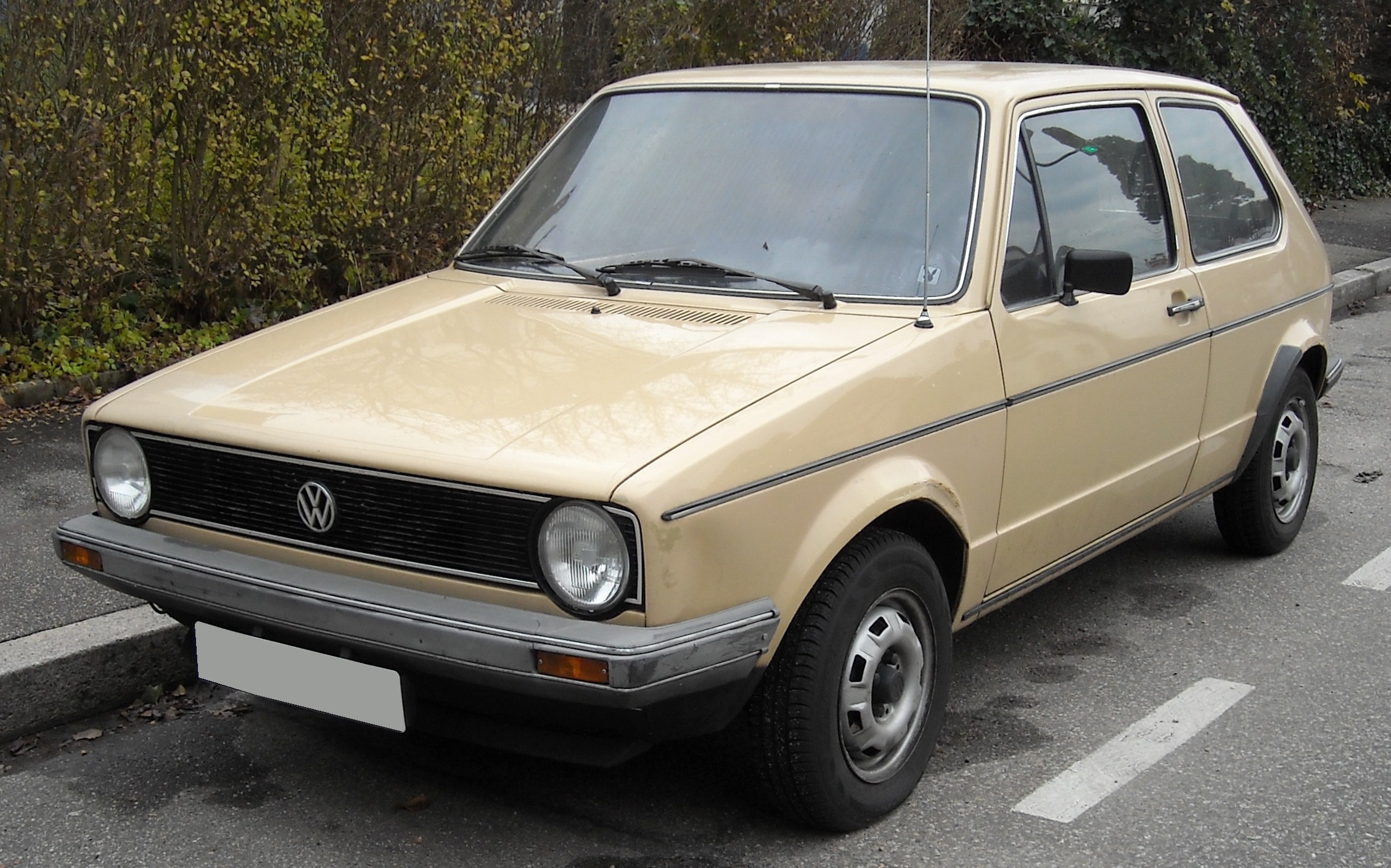

## Технические характеристики
Автомобиль предлагался как 3-дверный хетчбэк с бензиновым двигателем объёмом 1093 см³ мощностью 50 (37 кВт) или 60 л.с. (44 кВт) для LS и GL моделей соответственно. Модель была популярна в Европе, во-первых, по причине богатой комплектации для автомобиля того времени, а во-вторых, из-за сравнительно низкой цены.
| Audi 50               | LS                      | GL (GLS)                |
| --------------------- | ----------------------- | ----------------------- |
| Двигатель             | I4                      | I4                      |
| Объем двигателя       | 1093 см³                | 1272 см³                |
| Мощность              | 50 л.с.                 | 60 л.с.                 |
| Крутящий момент       | 75,5 Нм. 3,500 об. мин. | 83,4 Нм. 3,500 об. мин. |
| Разгон (0 - 100 км/ч) | 15,4 сек.               | 13,5 сек.               |
| Макс. скорость        | 152 км/ч                | 142 км/ч                |
| Вес:                  | 685 кг                  | 685 кг                  |
| Стоимость             | 12,164 €                | 12,888 €                |